# Pegaso Z-207
El Pegaso Z-207 fue un modelo de camión fabricado en España por Enasa entre los años 1955 y 1959. Equipaba un motor V6 muy avanzado para su época y una cabina con un diseño diferente a lo existente en la época y de líneas aerodinámicas. Fue apodado como Barajas, debido al emplazamiento en el que construyó la nueva fábrica de Pegaso, erigida expresamente para la fabricación de este camión.

## Historia y características técnicas
El Z-207 fue un camión que adoptaba soluciones poco vistas en la época y que no se implantarían hasta mucho después, fruto del ingenio de Wifredo Ricart, tales como el sistema de inyección directa o el uso de aleaciones ligeras de aluminio para la fabricación del motor. Dicho motor equipaba también un eje contrarrotatorio bajo el cigüeñal que hacía que su funcionamiento fuera muy suave y equilibrado a cualquier velocidad. Contaba con dos culatas intercambiables entre ellas, una para cada bancada de cilindros. Era una máquina de 7.5 litros de cubicaje con cilindros en disposición V6 a 120°, con una potencia de 110 cv que posteriormente fueron aumentados hasta los 120, que propulsaban al camión y su carga (11.320 kilogramos) hasta los 90 km/h.
Otra de las características fundamentales del Z-207 era la suspensión delantera independiente, formada por dos trapecios sobrepuestos con muelles helicoidales, cada uno con su correspondiente amortiguador, con lo que se ofrecía un nivel de comodidad antes desconocido en vehículos industriales. Además, una gran ballesta unía ambas ruedas, lo que garantizaba una gran fuerza incluso cargado al máximo. Esta característica es extraña en las unidades que han llegado hasta nuestros días, pues los propietarios solían cambiar este sistema por una suspensión por ballestas tradicional, más fiable, conocida, y que puede soportar una mayor carga.
Equipaba una caja de cambios de tres velocidades, divididas por una desmultiplicadora que las convería en seis. Además, estaba combinado con un tren trasero con reductora, lo que provocaba que, finalmente, hubiera un total de 12&marchas. El primer divisor tenía funcionamiento mecánico, a través de una palanca situada en la caña de dirección.
La gama del Barajas también ofrecía el Z-702, un tractocamión capaz de remolcar un total de 10 toneladas; y el Z-407, un autocar de motor trasero que nunca alcanzó la fabricación en masa. También hubo una versión prototipo del camión con tracción total, llamada Z-213.
Desafortunadamente, el Z-207 era muy caro de construir y de mantener, por lo que fue gradualmente sustituido por el Pegaso Comet, mucho más convencional pero más barato y difundido, el cual equipaba componentes de Leyland. Se fabricaron un total de 5.737 unidades del Z-207 en todas sus versiones, de las que hoy hay censadas alrededor de una docena.
- Datos: Q7160544